# Sistema Nacional de Publicidad de Subvenciones
En España, la Ley General de Subvenciones, en virtud de la reforma operada por la Ley 15/2014 de racionalización del sector público y otras medidas de reforma administrativa, establece que la Base de Datos Nacional de Subvenciones operará como Sistema Nacional de Publicidad de Subvenciones y Ayudas Públicas (SNPSAP). 
Se configura así un portal básico en la arquitectura de transparencia, datos abiertos, y reutilización de información del sector público en España. Este portal es operado por la Intervención General de la Administración del Estado, porque la transparencia es el más eficiente instrumento de control de la actividad económico financiera de las administraciones públicas, y su acceso es libre e irrestricto para todos los ciudadanos.

## El Portal del SNPSAP

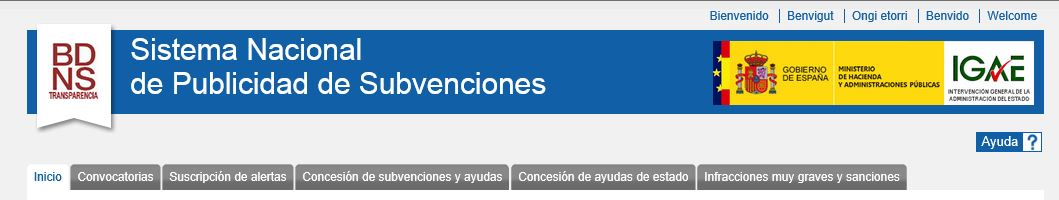
Cabecera original del portal Sistema Nacional de Publicidad de Subvenciones y Ayudas Públicas, hasta 2023

El portal está operativo desde del 1 de enero de 2016, y muestra todas las convocatorias y concesiones de subvenciones y ayudas públicas aprobadas por la Administración General del Estado, Comunidades Autónomas y entidades de la Administración Local, así como los organismos y entidades vinculados o dependientes de cualquiera de estas. Así incluye también a  consorcios, mancomunidades y fundaciones públicas, y todas la multitud de impersonaciones administrativas susceptibles de convocar y otorgar ayudas públicas. 
Las concesiones de ayudas, se publican con especificación del nombre o denominación del beneficiario, y el importe concedido.

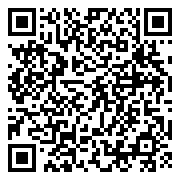
BiDi de acceso al SNPSAP (Código QR)

El portal se encuentra albergado en el sitio web de la Intervención General de la Administración del Estado en los URL www.infosubvenciones.es, www.infosubvenciones.gob.es, y www.subvenciones.gob.es. El BiDi o código QR de la imagen de la izquierda también lleva hasta él.   
Está disponible en español y además en inglés, catalán, vascuence y gallego. En cualquier caso la mayoría de navegadores permiten hoy en día la traducción de su contenido estático y dinámico en tiempo real a múltiples idiomas.
Presenta dos características de importancia que facilitan la obtención de información sobre ayudas públicas por los distintos agentes económicos: la exhaustividad y la capacidad de búsqueda pasiva. Y además da publicidad y transparencia a las concesiones de todo tipo de subvenciones y ayudas a través de distintas vistas de usuario.

### Exhaustividad
La Ley General de Subvenciones obliga a que todas las convocatorias de todas las administraciones públicas (estatal, autonómica y local) se publiciten a través del SNPSAP. De esta manera, en un único sitio web, se encuentra información de todas las convocatorias. Se eliminan así para las empresas los costes de suscripción a servicios privados de información, o los costes directos de búsqueda en las decenas de Diarios Oficiales y varios centenares de sitios web públicos y privados. Además esta exhaustividad tiene otra dimensión, ya que en el propio SNPSAP, o través de él, se obtienen directamente el texto íntegro de la convocatoria, las bases reguladoras, y el redireccionamiento a la sede electrónica del convocante para efectuar los trámites de solicitud, la descarga de formularios, las guías de ayuda, etc.

### Búsqueda pasiva
El portal dispone de un mecanismo de búsqueda pasiva, basado en suscripciones, que permite asociar a una dirección electrónica una serie de alertas que avisarán cuando se produzca el registro de una convocatoria que cumpla las características buscadas por el suscriptor. De esta manera, no es necesario consultar el SNPSAP a diario, sino que será el SNPSAP el que avise al usuario cuando se publique una convocatoria que sea de potencial interés. Se facilita así la vida operacional a las empresas, y se liberan recursos productivos para las actividades principales. Y de la misma manera a los ciudadanos no les obliga a leer diariamente boletines o diarios oficiales para estar al tanto de la publicación de convocatorias.

### Transparencia de concesiones y beneficiarios
Además, el portal presenta, organizadas en distintas vistas, toda la información relativa a las concesiones y beneficiarios de las ayudas públicas, de acuerdo con lo establecido en las Leyes españolas y Reglamentos europeos de aplicación, y con los compromisos asumidos por el gobierno español con el Open Government Partneship de las Naciones Unidas.

### Reutilización de la información
De acuerdo con las normas y estándares españoles y europeos de datos abiertos, el portal permite reutilizar la información que ofrece sin más restricción la establecida en la Leyes.

## Actualización del portal en otoño de 2023
El Sistema Nacional de Publicidad de Subvenciones y Ayudas Públicas fue profundamente reformado y actualizado en el otoño de 2023. La reforma se abordó, no solo desde el punto de vista tecnológico, sino recogiendo además las novedades establecidas en el Real Decreto 130/2019 que regula la Base de Datos Nacional de Subvenciones, y la necesidad socialmente demandada de habilitar una interfaz API-REST para descarga de información en formato reutilizable JSON que permitiera superar las limitaciones técnicas experimentadas hasta la fecha. 
El nuevo sitio web fue puesto en producción a finales de noviembre de 2023, ofreciendo múltiples vistas de los siguientes elementos de información (datos a a inicios de 2025):
- Convocatorias (520 000).
- Concesiones (27 700 000).
- Concesiones de ayudas de Estado (5 000 000).
- Concesiones de minimis (3 190 000).
- Planes estratégicos de subvenciones (1 341).
- Infracciones muy graves (4).
- Subvenciones a partidos políticos (7 580),.
- Subvenciones a grandes beneficiarios (145 000).

Toda esta información es libremente accesible a través de pantalla, por cualquier dispositivo, descargable en formatos PDF, CSV, XLSX y mediante la interfaz API-REST  descargable en formato JSON y XML (más información, aquí), siendo libremente reutilizable por empresas infomediarias y ciudadanos sin más restricciones que las establecidas en las leyes. 

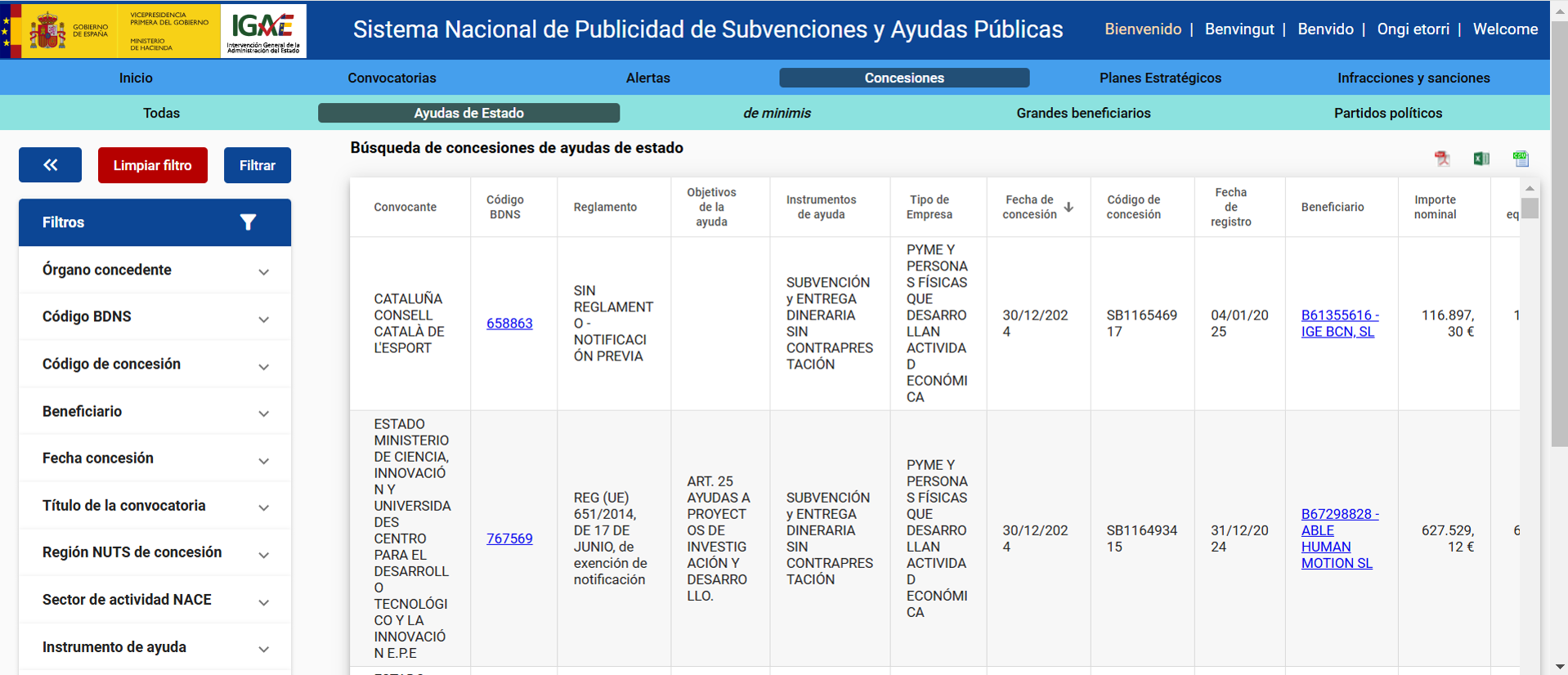
Aspecto actual del portal (vista de consulta de concesiones de ayudas de Estado)

Desde su puesta en producción, en otoño de 2023, el nuevo sistema ha recibido 7,5 millones de visitas de ciudadanos y empresas en su primer año de operación. Y a través del interfaz API-REST se realizan miles de descargas diarias, contribuyendo poderosamente a la difusión de la información subvencional “en bruto” para su reutilización por la sociedad para todo tipo de análisis, estudios, etc. Además, diariamente se emiten de media 35 000 mensajes de correo electrónico de alerta a ciudadanos y organizaciones de todo tipo para alertar de nuevas convocatorias de ayudas públicas. 
La difusión social y reutilización de toda esta información elimina asimetrías y fricciones en los mercados, y permite a los operadores y ciudadanos trabajar de modo más eficiente y productivo, redundando en mayores cotas de bienestar para la sociedad. 
No existe en ningún país de la OCDE un sistema similar, exhaustivo, completo, de libre acceso y reutilización de información de subvenciones y ayudas públicas como este. En esta ocasión, España, es líder mundial.

## Componentes del SNPSAP

### Vistas
El portal se organiza en seis pestañas temáticas (vistas), cada una con un conjunto de filtros de selección y ofreciendo como respuesta un cuadro de datos. Para facilitar la consulta, el cuadro de datos  se puede reordenar a gusto del usuario, y además exportar en formatos de datos abiertos PDF, XLS, y CSV.
1. Inicio: se presentan las 10 000 últimas convocatorias registradas cuya publicidad se debe dar a través de anuncio/extracto en Diario Oficial, es decir, convocatorias "canónicas" donde hay un periodo de solicitud, etc. Efectuando un clic de ratón sobre el título de la convocatoria presentará toda la información asociada a ella, así como sus documentos y enlaces URL.
2. Búsqueda de convocatorias: Permite buscar convocatorias, concatenando distintos filtros y criterios, a lo largo de toda la base de datos. Los filtros que se ofrecen son por Órgano convocante, fecha de registro, actividad económica de los beneficiarios a que va destinada, título de la convocatoria, finalidad, región y tipo de beneficiario de destino (donde se diferencia entre PYMES y grandes empresas). Esta vita presenta no solo convocatorias "canónicas" sino también "instrumentales".
3. Suscripción de alertas: Mediante esta pestaña una empresa puede suscribir un número indeterminado de alertas, empleado los mismos filtros que en el sistema de búsquedas. Así, cuando se produce una convocatoria que coincida con los criterios establecidos, el SNPSAP envía un mensaje de aviso a la dirección electrónica especificada, permitiendo acceder a los detalles de la convocatoria registrada.
4. Concesiones de subvenciones y ayudas: Permite buscar, concatenando distintos filtros y criterios, las concesiones otorgadas. Los filtros disponibles son beneficiario, concedente, región y actividad económica del beneficiario, título de la convocatoria, fecha, e instrumento de ayuda. La transparencia en la concesión de subvenciones y ayudas es uno de los pilares básicos de la legislación de transparencia pública. Debe tenerse en cuenta que de acuerdo con los criterios establecidos por el Real Decreto 130/2019, las concesiones a las personas físicas están disponible en esta vista el año de su concesión y el año siguiente. En el caso de las personas jurídicas, este plazo se aumenta hasta los cuatros años siguientes al año de su concesión.
5. Concesiones de ayudas de Estado: De acuerdo con lo establecido en los Reglamentos UE sobre compatibilidad de ayudas de Estado siguientes Reglamento (UE) 651/2014,[4] Reglamento (UE) 702/2014[5] y Reglamento (UE) 1388/2014,[6] esta vista ofrece todas las concesiones de ayudas de Estado de los diez últimos años. De acuerdo con lo establecido en estos Reglamentos y en el Real Decreto 130/2019 tiene la categoría de registro nacional único.
6. Concesiones de ayudas de minimis: De acuerdo con lo establecido en los Reglamentos UE sobre ayudas de minimis  siguientes Reglamento (UE) 2023/2831,[7] Reglamento (UE) 2023/2832,[8] Reglamento (UE) 1408/2013[9] y Reglamento (UE) 717/2014,[10] esta vista ofrece todas las concesiones de ayudas de minimis de los diez últimos años. De acuerdo con lo establecido en estos Reglamentos y en el Real Decreto 130/2019 tiene la categoría de registro nacional único.
7. Concesiones a grandes beneficiarios, que obtienen más de 100 000€ en "equivalente bruto de subvención " al año.
8. Concesiones a partidos políticos.
9. Infracciones muy graves y sanciones asociadas: Vista específica para dar publicidad a los beneficiarios que hayan incurrido en infracciones muy graves en materia de subvenciones y ayudas públicas.

La Base de Datos Nacional de Subvenciones (BDNS) opera como back-end del sistema. Al ser una base de datos de contenido federado, cada órgano convocante y concedente registra sus convocatorias y concesiones en la BDNS, y se les da publicidad y transparencia a través del Portal del SNPSAP.

### Enlaces dinámicos al Portal del SNPSAP
El portal permite crear enlaces dinámicos a la información de un Ayuntamiento, Departamento, Consejería, Ministerio, Organismo, etc., de manera que se posibilita que desde los sitios web de los gestores de subvenciones y ayudas públicas se enlace a las concesiones y convocatorias otorgadas o efectuadas por ese gestor.

### Permalinks
Al generar una consulta sobre cualquiera de las vistas del portal, el sistema ofrece al usuario la obtención de un permalink con los parámetros de la consulta, que se puede conservar para futuras repeticiones de la consulta. El enlace es permanente, pero al tener la información naturaleza dinámica, el resultado de la consulta puede variar dependiendo del momento en el que esta se ejecuta.

### Microportales
Además el portal aloja microportales clónicos del portal general pero con su ámbito de información limitado una Comunidad Autónoma o Entidad Local.

## Galardones - Premio ASEDIE 2024
Dentro del marco de la conmemoración del 25 aniversario de ASEDIE se celebró la 16ª Conferencia Internacional sobre Reutilización de la Información del Sector Público, en la que se entregaron los PREMIOS ASEDIE. 

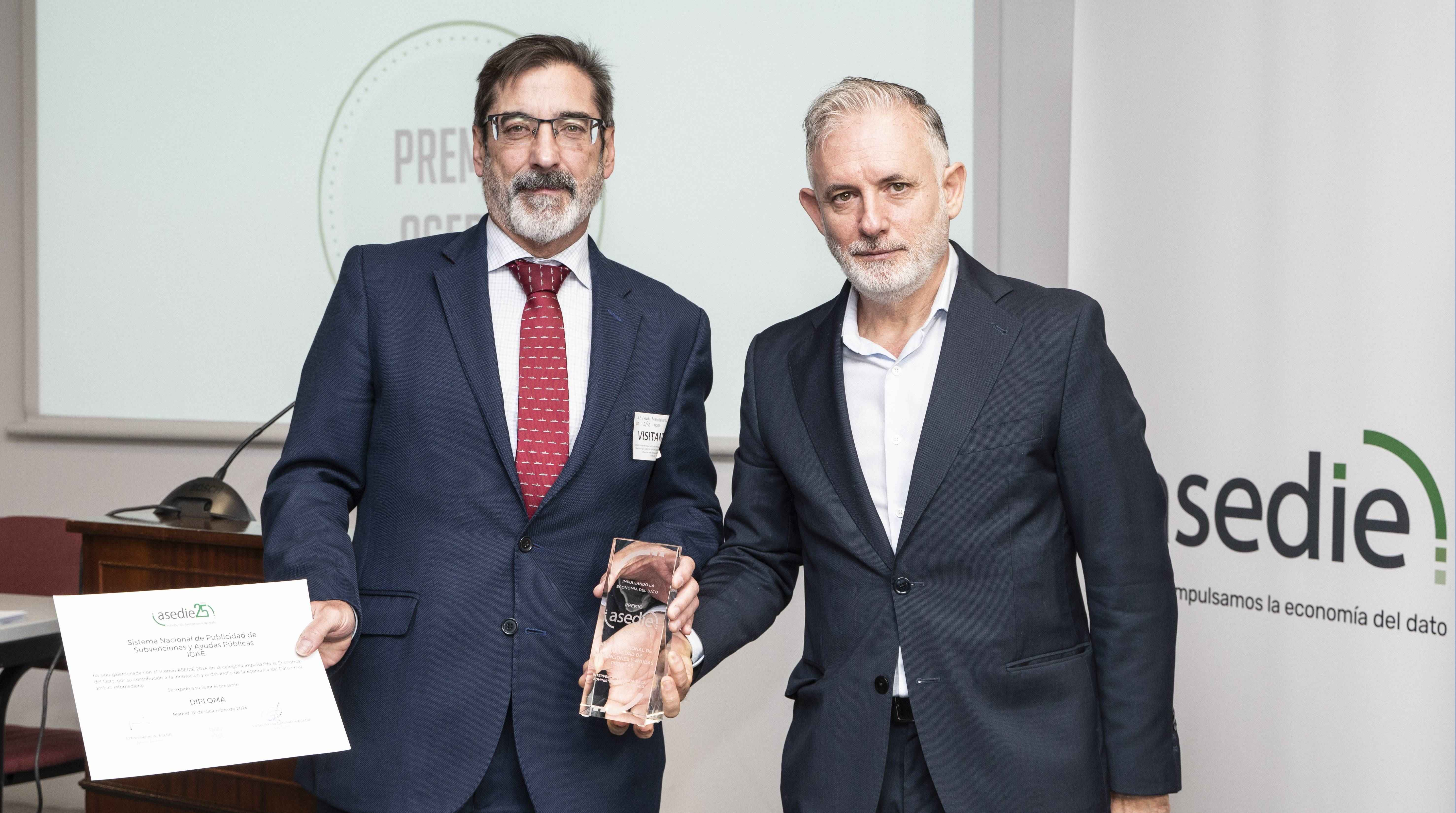
El Interventor General, D. Pablo Arellano, recoge el galardón de manos de D. Ignacio Jiménez, Presidente de ASEDIE

ASEDIE, Asociación Multisectorial de la Información, aglutina a empresas infomediarias, que desde distintos sectores tienen por objeto el uso, reutilización y distribución de la información, creando productos de valor añadido que contribuyen a dar una mayor seguridad al tráfico mercantil global impulsando la economía mediante la aplicación de métodos que favorezcan la fiabilidad y transparencia de las transacciones comerciales en el ámbito empresarial. 
Con los premios se reconoce el trabajo de aquellas personas, empresas, instituciones u organismos que, a juicio del otorgante, han contribuido a la innovación y el desarrollo del Sector Infomediario a lo largo del último año.   
El Premio Asedie 2024 en la categoría Impulsando la Economía del Dato fue otorgado a la Intervención General de la Administración del Estado (IGAE) por el Sistema Nacional de Publicidad de Subvenciones y Ayudas Públicas. 
Este premio representa un reconocimiento público a la labor realizada por la IGAE al contribuir en la innovación y desarrollo de la Economía del Dato en el ámbito Infomediario, con un portal que ofrece información actualizada de mucha utilidad para el sector y con un equipo humano muy receptivo con la información que se solicita. Los puntos principales en los que el jurado de ASEDIE basó decisión son: 
- Cumple los principios fundamentales del Gobierno Abierto (transparencia, colaboración, participación y voluntad política).
- Representa un impulso en la apertura de datos, sirviendo de ejemplo y ampliando expectativas en la puesta a disposición y en el acceso a los datos.
- Facilita la puesta a disposición de datos para su reutilización, generando transparencia en sus acciones e impulsando el desarrollo de productos y servicios de valor añadido
- Impulsa el desarrollo de organizaciones, tanto públicas como privadas, cuya materia prima es el dato.
- Resalta el valor de un dato público de calidad favoreciendo la fiabilidad y la transparencia de las transacciones comerciales en el ámbito empresarial.

No se puede dejar de mencionar que la herramienta API puesta a disposición de los ciudadanos para interactuar de forma automática con la información de la Base de Datos Nacional de Subvenciones, supone una facilidad para la reutilización de la información de una base de datos con cobertura nacional que responde a la necesidad real del mercado de impulsar la transparencia económica, lo que fue muy valorado por el Jurado del Premio.

## Sistemas similares en otras jurisdicciones

### En Estados Unidos
Por el lado de las concesiones de subvenciones, en Estados Unidos, la Ley de Responsabilidad y Transparencia Financiera Federal de 2006 (FFATA), prescribe que todo contrato federal, donación, préstamo, u otra concesión de asistencia financiera de más de 2.000$ se publicite  en un portal web, con capacidades de búsqueda y acceso público. Este sitio web, www.USAspending.gov, da acceso al ciudadano estadounidense a la información sobre la forma en que se gastan sus impuestos. Inicialmente el portal se puso en marcha en 2007.
Las agencias federales deben informar el nombre de la entidad beneficiaria que recibe la concesión de ayuda o el contrato, el importe, el domicilio, la localización de la actividad subvencionada, así como otra información. En 2008, la FFATA fue enmendada por la Ley de Transparencia Financiera del Gobierno, para exigir a los principales beneficiarios y receptores información de detalle sobre socios, participantes y proveedores de las concesiones otorgadas a partir del 1 de octubre del 2010.
En febrero de 2014, la Office of Management and Budget  atribuyó al Departamento del Tesoro la responsabilidad de operar el portal USAspending.gov, función que es desempeñada por Servicio Fiscal del Departamento del Tesoro.
En marzo de 2015 se ha renovado el portal con mejoras en la usabilidad del sitio, la presentación y la búsqueda, incluyendo una reorganización de la forma en que se presentan los datos. Por ejemplo, los componentes principales de datos son el Mapa de gastos, los perfiles de  Agencia, y los Resúmenes por Territorio y Estado.
En la otra parte, la de las convocatorias de medidas de ayuda y subvenciones, la administración federal dispone de un Portal www.grants.gov que permite la búsqueda y suscripción por múltiples criterios, con una filosofía similar al SNPSAP español.

### En Australia
El gobierno australiano también ofrece un sitio web donde poder consultar convocatorias y concesiones de subvenciones y ayudas a través de un sistema denominado GrantConnect. 

### En la Unión Europea
En la Unión Europea, la DG de la Competencia de la Comisión Europea dispone de dos portales para dar publicidad y transparencia a las ayudas de Estado. 
El primero de ellos recoge información sobre el diseño de las medidas de ayuda sometidas a autorización previa por la DG COMP y aquellas otras exentas de esta autorización por aplicación de los Reglamentos comunitarios: Portal de Casos y Medidas.
El segundo pretende dar transparencia a las concesiones de ayudas, una vez que se han efectuado estas, otorgadas por los Estados miembros, de acuerdo con los establecido en el Anexo III de los Reglamentos de Exención 651/2014, 702/2014 y 1388/2014: Módulo de Transparencia. Este actúa como subsidiario para aquellos Estados miembros que no han establecido un sitio web nacional.
Países como Croacia, Eslovaquia, Estonia, Italia, Polonia, Rumanía, y Chipre ofrecen también sitios web de publicidad de ayudas de Estado. 